# Serres-et-Montguyard

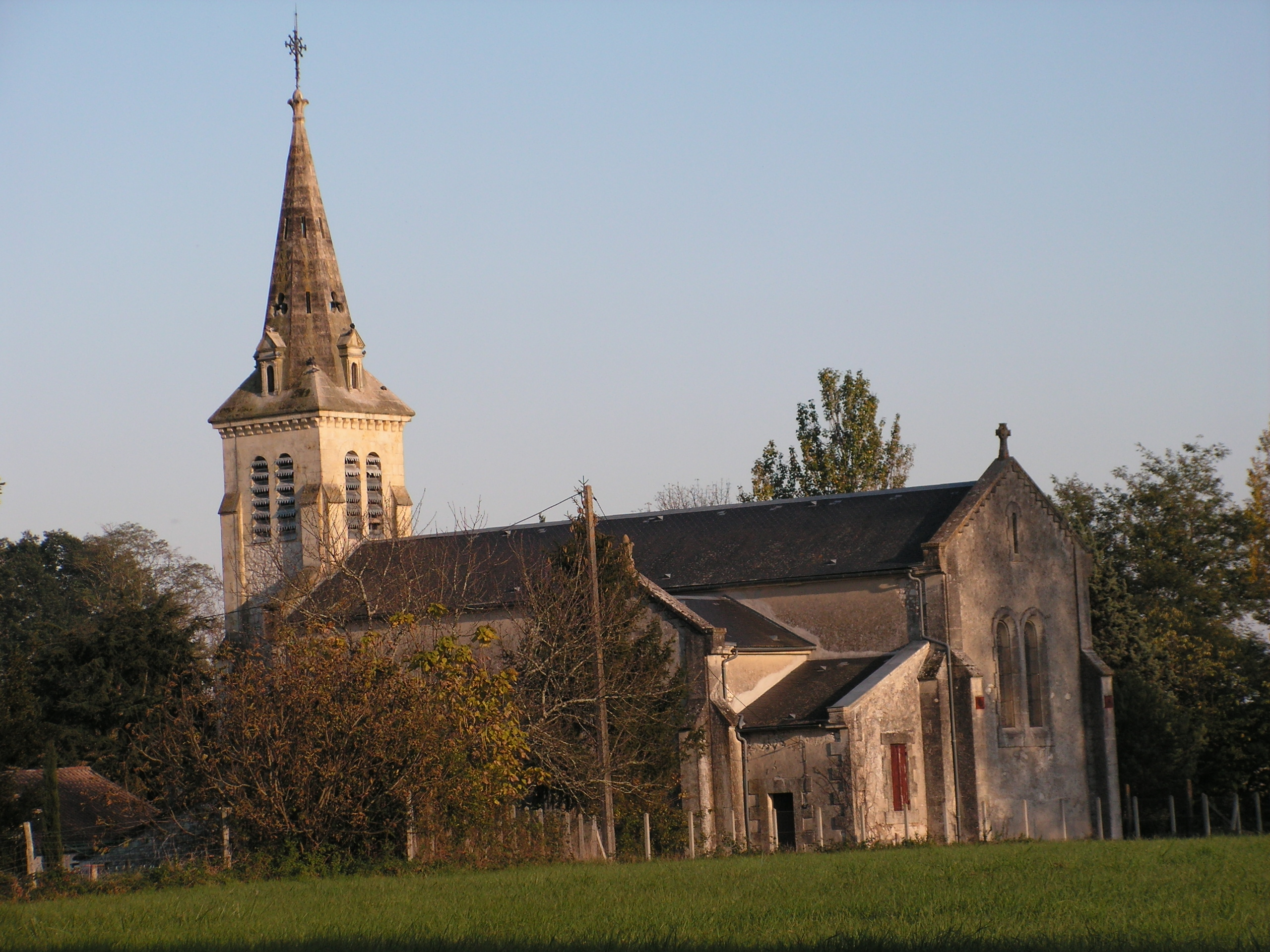
Kerk

Serres-et-Montguyard is een gemeente in het Franse departement Dordogne (regio Nouvelle-Aquitaine) en telt 152 inwoners (1999). De plaats maakt deel uit van het arrondissement Bergerac.

## Geografie
De oppervlakte van Serres-et-Montguyard bedraagt 7,0 km², de bevolkingsdichtheid is 21,7 inwoners per km².
De onderstaande kaart toont de ligging van Serres-et-Montguyard met de belangrijkste infrastructuur en aangrenzende gemeenten.

## Demografie
Onderstaande figuur toont het verloop van het inwonertal (bron: INSEE-tellingen).

1. ↑  Populations de référence 2022.